# Gilles Senn
Gilles Senn, född 1 mars 1996, är en schweizisk professionell ishockeymålvakt som är kontrakterad till New Jersey Devils i National Hockey League (NHL) och spelar för Binghamton Devils i American Hockey League (AHL). Han har tidigare spelat för HC Davos i Nationalliga A (NLA).
Senn draftades av New Jersey Devils i femte rundan i 2017 års draft som 129:e spelare totalt.